# Cristina Gonçalves
Cristina Gonçalves (ur. 15 września 1977) – portugalska niepełnosprawna zawodniczka, uprawiająca boccię. Mistrzyni paraolimpijska z Aten w 2004 roku. Srebrna medalistka paraolimpijska z Pekinu w 2008 roku.

## Medale Igrzysk Paraolimpijskich

### 2008
- - Boccia - zespoły - BC1-2

### 2004
- - Boccia - zespoły - BC1-2